# 莫尔捷 (滨海夏朗德省)
莫尔捷（法語：Mortiers，法語發音：[mɔʁtje]）是法国滨海夏朗德省的一个市镇，位于该省东南部，属于容扎克区。

## 地理
莫尔捷（45°24'9"N, 0°19'22"W）面积6.53 平方千米，位于法国新阿基坦大区滨海夏朗德省，该省份为法国西部滨海省份，北起旺代省，西临大西洋，南至吉倫特省，东南接多爾多涅省，东北接德塞夫勒省接壤，东临夏朗德省。
与莫尔捷接壤的市镇（或旧市镇、城区）包括：拜涅-圣拉德贡德、莱奥维尔、圣日耳曼-德维布拉克、圣迈格兰、圣梅达尔。

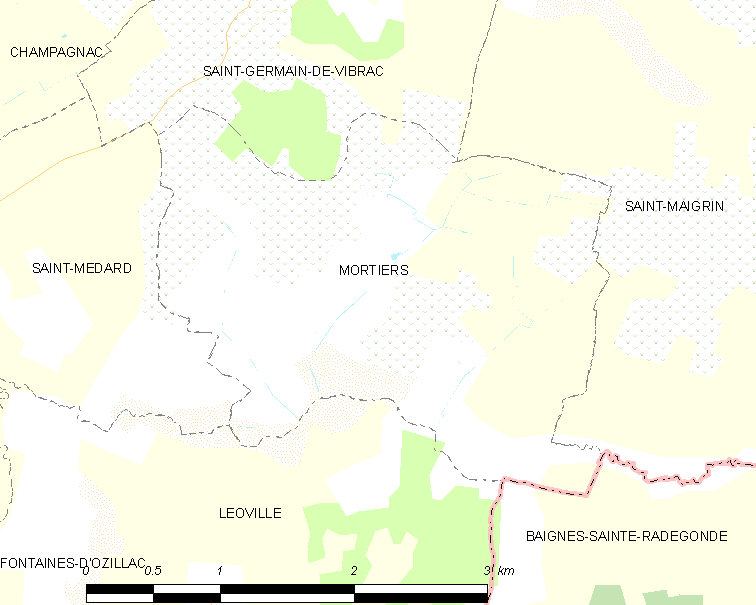
的OSM定位图

莫尔捷的时区为UTC+01:00、UTC+02:00（夏令时）。

## 行政
莫尔捷的邮政编码为17500，INSEE市镇编码为17249。

## 政治
莫尔捷所属的省级选区为容扎克县。

## 人口

1962-2008年间人口变化图示

莫尔捷于2022年1月1日时的人口数量为170人。